# Ералиев, Жолдасбай
Жолдасбай Ералиев — советский хозяйственный и политический деятель.

## Биография
Родился в 1934 году в селе Чернак. Член КПСС.
Окончил Казахский сельскохозяйственный институт.
В 1957—1991 гг. — старший инженер-механик совхоза «Победа», главный инженер совхоза «Мактарал», главный инженер, директор совхоза имени XX съезда КПСС, директор совхоза имени 30-летия Октября Кировского района Чимкентской области Казахской ССР.
Избирался народным депутатом СССР (1989—1991). Делегат XXVII съезда КПСС.
Умер в 1997 году в Шымкентской области Казахстана.
Именем Ералиева назван сельский округ в Жетисайском районе Туркестанской области.

## Награды
- Орден Ленина
- Орден Трудового Красного Знамени